# Jacinto Villalba
Jacinto Villalba (? – ?), paraguayi válogatott labdarúgó.
A paraguayi válogatott tagjaként részt vett az 1930-as világbajnokságon.

## Külső hivatkozások
- Jacinto Villalba a FIFA.com honlapján Archiválva 2015. február 5-i dátummal a Wayback Machine-ben

1. ↑  https://www.sanlorenzoprimero.com.ar/noticias/por-los-angeles-guaranies/